# كاري (أسطورة)
كاري (بالإنجليزية: Karei)‏ رب العواصف والرعد في جزر الأدامان.